# Cea mai frumoasă (film din 1951)

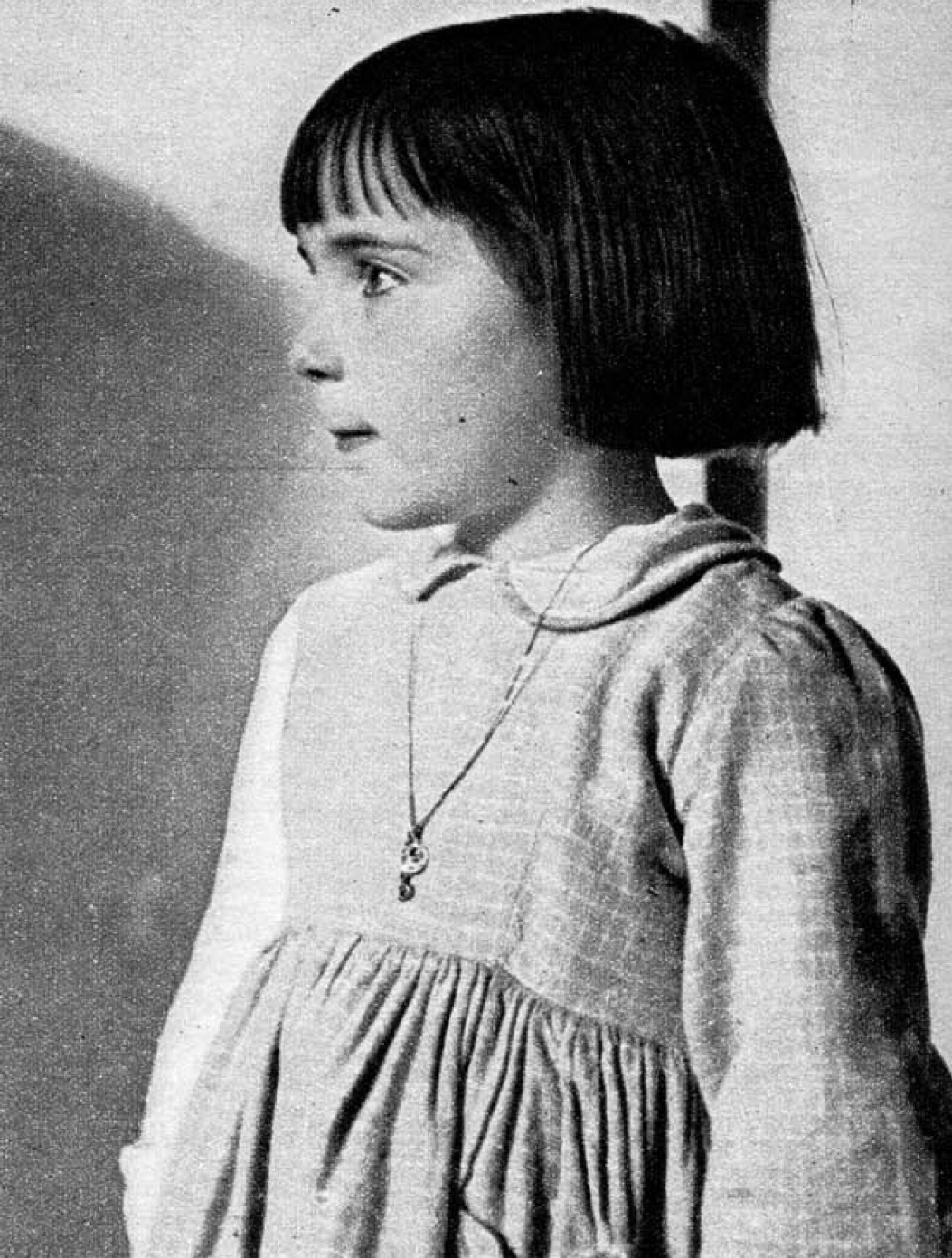
Tina Apicella-bellissima, într‑o scenă din film

Cea mai frumoasă (titlul original: în italiană Bellissima) este un film dramatic italian, realizat în 1951 de regizorul Luchino Visconti, după un subiect de Cesare Zavattini, protagoniști fiind actorii Anna Magnani, Tina Apicella, Gastone Renzelli 
și Alessandro Blasetti. 

## Rezumat
Maddalena, o asistentă foarte săracă dintr-o suburbie a Romei, care își câștigă existența făcând injecții acasă, își înscrie fiica Maria pentru a susține teste de selecție pentru actori copii-minune, la Cinecittà. Pentru Maddalena, selecția reprezintă un bilet pentru a oferi fiicei sale o viață de lux. Maddalena este gata să facă orice pentru a asigura victoria fiicei sale, sacrificând economiile și liniștea familiei.

## Distribuție
- Anna Magnani – Maddalena Cecconi
- Tina Apicella – Maria Cecconi, fiica sa
- Gastone Renzelli – Spartaco Cecconi
- Walter Chiari – Alberto Annovazzi
- Tecla Scarano – Tilde Spernanzoni, profesoara de actorie
- Arturo Bragaglia – fotograful
- Lola Braccini – soția fotografului
- Amalia Pellegrini – Norma
- Nora Ricci – călcătoreasa
- Linda Sini – Mimmetta
- Teresa Battaggi – mama snoabă
- Gisella Monaldi – portăreasa
- Alessandro Blasetti, Mario Chiari, Vittorio Musy Glori, Geo Taparelli, Luigi Filippo D'Amico, Corrado: ei înșiși

## Aprecieri
„Umor amar, grotesc și emoție. În scenariul lui Zavattini, mama era o burgheză. Schimbându-i extracția, regizorul opune, universului ambiguu al uzinei de vise, adevărul celor pentru care viața e muncă. Grotescă și tulburătoare compoziția lui Magnani.”— Tudor Caranfil, Dicționar universal de lungmetraje cinematografice